# Adonara
Adonara (indonesiano: Pulau Adonara) è un'isola dell'Indonesia che fa parte delle Piccole Isole della Sonda. L'isola, che conta circa 60.000 abitanti, amministrativamente fa parte della provincia di Nusa Tenggara Orientale.

## Geografia
L'isola è situata fra l'isola di Flores ad ovest, l'isola di Lomblen ad est (da cui la separa lo Stretto di Lamakera) e quella di Solor a sud. Assieme a queste due isole, e altre minori, forma l'arcipelago delle Solor. Adonara ha una superficie di circa 518 km² e uno sviluppo costiero di 104,6 km. Prevalentemente montuosa, è l'isola dove si raggiunge il punto più alto di tutto l'arcipelago (monte Ili Boleng, 1.659 metri).

## Economia
L'economia si basa principalmente sull'agricoltura (riso, mais, palma da cocco) e la pesca. La città principale è Sagu, situata sulla costa settentrionale.

## Storia
L'isola è nota anche con l'appellativo di Isola degli assassini, poiché in passato si protrasse per centinaia di anni una faida fra le genti della costa (chiamati Paji) e la popolazione delle montagne (nota come Demon) che provocò numerose vittime.